# Mordecai Seter

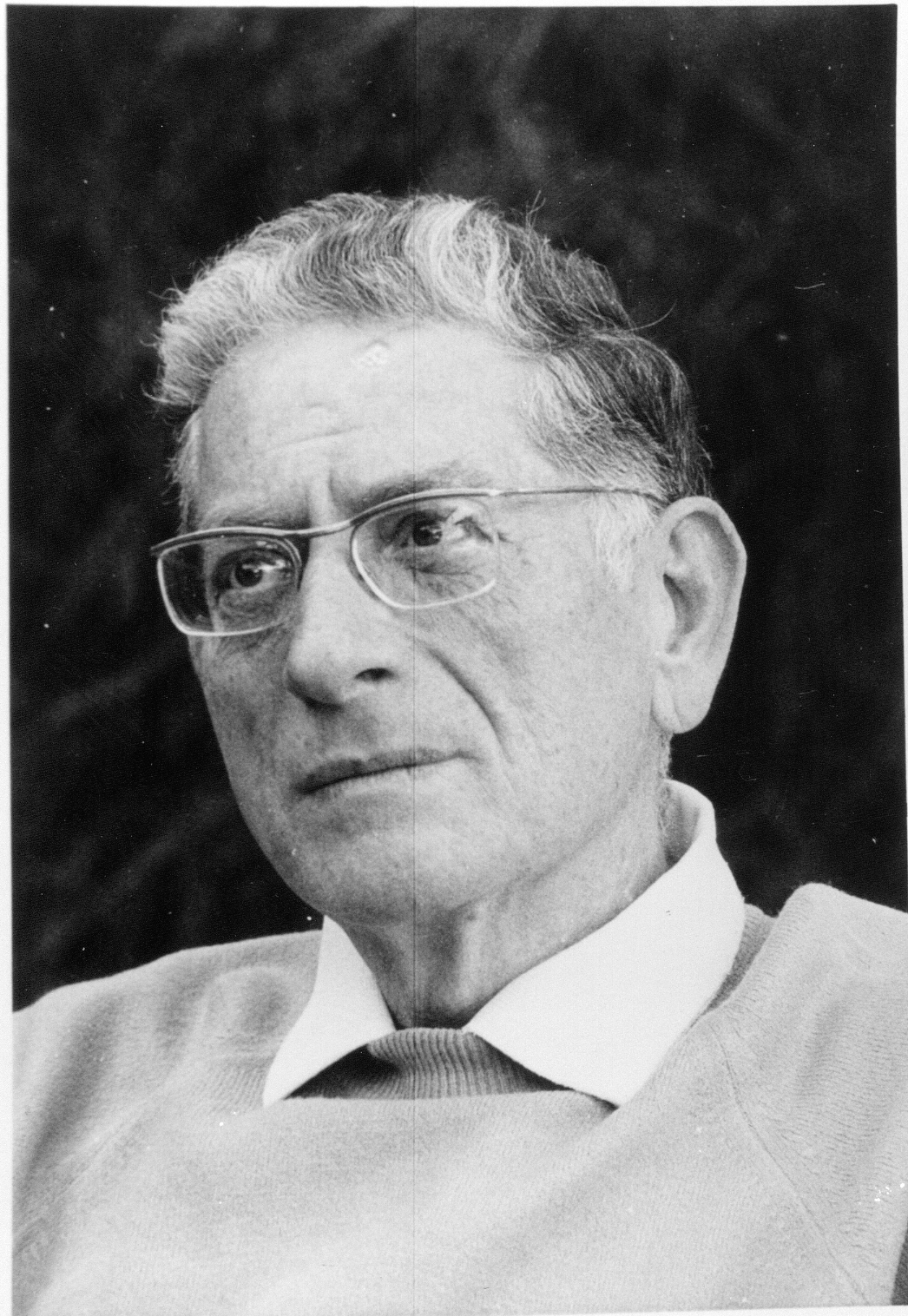
Mordecai Seter

Mordecai Seter (hebräisch מרדכי סטר, geboren als Marc Starominsky; * 26. Februar 1916 in Noworossijsk, Russisches Kaiserreich; † 8. August 1994 in Tel Aviv) war ein israelischer Komponist. Er gehört neben Komponisten wie Paul Ben-Haim, Ödön Pártos und Josef Tal zur Gründergeneration der israelischen Moderne, verfolgte indessen einen individuellen Weg und lässt sich somit keiner kompositorischen Richtung oder Schule zuordnen. Als Hochschullehrer prägte er auf Grund seines umfassenden Wissens und seiner künstlerischen Ideale eine Vielzahl israelischer Nachwuchskünstler und -lehrer nachhaltig.

## Leben und Wirken
Ursprünglich aus Russland stammend, war Seter bereits 1926 nach Palästina gekommen und setzte dort als Zehnjähriger seine pianistische Ausbildung fort, die er als Schüler in Noworossijsk begonnen hatte. Im Alter von 16 Jahren ging er nach Paris und studierte von 1932 bis 1937 an der École Normale de Musique in Paris, wobei er sich alsbald für eine Komponistenlaufbahn entschied. Zu den Kernfächern an der École Normale gehörte das Studium der Gregorianik und der Mehrstimmigkeit der Renaissance. Dementsprechend komponierte er zunächst Chormusik, die diesem Klangideal entsprach. Joachim Stutschewsky, einer der ersten Pioniere der israelischen Musik, lenkte indessen das Interesse Seters auf die hebräisch-orientalischen Melodien, wie sie von Abraham Zvi Idelsohn gesammelt und veröffentlicht worden waren. „Eigene musikethnologische Forschungen über traditionelle Mizrahi [Jüdische Melodien des mittleren Ostens] fanden ihren Niederschlag in einer Sammlung von 144 eigenen Transkriptionen.“ Zusätzlich beflügelten die Studien in Paris bei Paul Dukas und Nadia Boulanger und gelegentlich auch bei Igor Strawinsky seine kompositorische Fantasie, und so war Seter alsbald auf der Suche nach einer Kantabilität, die weniger von Zentraleuropa als von seiner neuen Heimat Palästina geprägt sein sollte. Ähnlich wie andere seiner israelischen Kollegen war auch er jetzt auf der Suche nach einem Stil, der eine israelische Identität erkennen lassen sollte. Dazu integrierte er zunächst „in seinen frühen Kompositionen Einflüsse aus der jüdischen Liturgie und der sephardischen Folklore mit einer westlich geprägten modernistischen Haltung. […] Später entwickelte er eine völlig eigenständige Schreibweise“, in der er seinen Emotionen und Gedanken Ausdruck verleihen konnte. Ab 1946 lehrte er am Music Teachers College sowie von 1951 bis 1985 an der Rubin Academy in Tel Aviv. „Seine meisterhafte Beherrschung massiver Klangkräfte bescherte Seter 1962 den Prix d’Italia für das Rundfunkwerk Mitternachtwache. […] Seters Instrumentalmusik trägt sowohl den Stempel seiner Erfahrung mit Vokalmusik als auch der östlichen Mono- und Heterophonie.“
Nach seiner Rückkehr nach Tel Aviv wurde Seter Lehrer am Music Teacher’s College und 1972 Professor an der Rubin Akademie der Universität Tel Aviv. Hier zählten Komponisten wie Tzvi Avni, Arie Shapira, Nurit Hirsh und der Dirigent Gary Bertini zu seinen prominentesten Schülern. Kompositorisch geriet er jetzt vorübergehend in das Fahrwasser von Béla Bartók, ablesbar in seiner Sonata für Solovioline und seinem Ricercare für Streichquartett. Sein Spätwerk ist zum einen von der Zwölftontechnik und zum anderen von der strengen Arbeit mit den von ihm selbst entwickelten Modi geprägt. Jeder dieser 33 Modi „enthält 12 bis 25 diatonische Noten. Die Modi erzeugen im späten Schaffen eine starke Kohärenz.“ Während seiner letzten Lebensjahre brachte er, nachdem er eine Zeit lang nur noch für sein eigenes Instrument, das Klavier, geschrieben hatte, keine weiteren Kompositionen mehr zu Papier. Es sieht so aus, als sei er zuletzt an seinen eigenen hohen Qualitätsmaßstäben gescheitert, die auf permanente Erneuerung der klanglichen Mittel ausgerichtet waren. So sah er eine seiner letzten Kompositionen Presence (1986) als „testimony“ [engl. Vermächtnis]: A testimony to the possibility of a different existence. Existence in which silence is a meaningful sound. Anders formuliert: Seter war mit seiner Musik an die Grenzen der Stille gelangt und hatte Ende der 80er-Jahre, wenn auch auf gänzlich anderem Wege, eine künstlerische Position eingenommen, die auch John Cage vertrat. Yuval Shaked, einer der besten Kenner von Seters Musik, sieht die Quintessenz vor allem dieser späten Werke in einer abgrundtiefen Trauer und Trostlosigkeit. Seiner Meinung nach hat der Komponist den andauernden Kampf gegen das Verklingen von zuvor gespielten und zu Gehör gebrachten Tönen zuletzt aufgegeben.

## Werke (Auswahl)
- Sabbath, Cantata for solo, chorus and string orchestra (1940)
- Four Festive Songs für Chor a cappella (1946)
- Sonata für Solovioline (1953)
- Elegie für Viola (bzw. Klarinette) und Klavier (bzw. Streichquartett oder Streicherensemble/1954)
- Diptyque für Holzbläserquintett (1955)
- Ricercar for violin, viola violoncello and string ensemble (1956)
- A Valiant Woman – Ballettmusik über Jemenitische Themen (1957)
- Tikun Hatsot [Mitternachtwache] Oratorium für Soli, Chor und Orchester (1958–1961)
- 1. Streichquartett (1958–1961)
- Agadat Yehudit [Die Judithlegende] Ballettmusik (1962)
- Jephtah's Daughter (1965)
- Jerusalem für Chor und Orchester (1966)
- Epigramme für Flöte und Violoncello (1970)
- Capricci für Klavier (1972)
- Trio für Violine, Violoncello und Klavier (1973)
- 3. Streichquartett (1976)
- Sonata für Klavier (1982)
- Piano Preludes To... (1982)
- Music für Klavier (1982)
- Piano Cycle (1982)
- Dialogues für Klavier (1983)
- Improvisation für Klavier (1983)
- Opposites unified für Klavier (1984)
- Triptyque I - III für Klavier (1985)
- Violin and Piano (1985)
- Dialogue?... für Klavier (1986)
- Presence für Klavier (1986)

## Auszeichnungen und Preise
- Engel Prize (1945 und 1954)
- MILO Prize (1961)
- Premio Italia (1962)
- Israel Prize (Musik) 1965
- ACUM Prize für sein Lebenswerk (1983)